# Ante-Svenstjärnarna
Ante-Svenstjärnarna är en sjö i Strömsunds kommun i Jämtland och ingår i Ångermanälvens huvudavrinningsområde. Ante-Svenstjärnarna ligger i Frostvikenfjällen Natura 2000-område.